# Franco Anelli (speleologo)
Franco Anelli (Lodi, 18 ottobre 1899 – Bari, 23 ottobre 1977) è stato un naturalista, geologo e speleologo italiano.

## Biografia
È nato a Lodi ed è stato insignito del "Fanfulla da Lodi", la benemerenza attribuita ai cittadini benemeriti di quella città. Diplomatosi a Milano, conseguì nel 1927 la laurea in Scienze Naturali all'Università di Bologna, dopodiché lavorò per alcuni anni come geologo nelle miniere di Predil (Raibl) nel Tarvisiano. Nel 1930, su incarico di Michele Gortani, diventò conservatore del Museo Speleologico e assistente dell'Istituto Italiano di Speleologia presso le Grotte di Postumia nell'attuale Slovenia.
Negli anni trenta si dedicò a ricerche speleologiche nel Carso di Postumia e al tempo stesso si occupò di redigere il Catasto delle Grotte d'Italia e di coordinare i primi gruppi speleologici italiani, via via diventati sempre più numerosi; Infine gli fu affidata la direzione delle Memorie dell'Istituto Italiano di Speleologia e si occupò della redazione della rivista "Le Grotte d'Italia". Cominciò presto ad occuparsi anche delle aree carsiche dell'Italia meridionale, partecipando nel 1930 con Eugenio Boegan al completamento dell'esplorazione della Grotta di Castelcivita, la più imponente grotta dei Monti Alburni, in Campania.
Fu nel 1938 che incaricato dall'Ente Provinciale per il Turismo di Bari di effettuare una ricognizione della Grotta di Putignano, Anelli scoprì nei dintorni l'esistenza di cavità ancora inesplorate. Il 23 gennaio si calò nella Grave di Castellana, una enorme cavità comunicante con l'esterno tramite un'apertura naturale, e si rese conto di trovarsi di fronte ad un vasto complesso carsico ipogeo, di estremo interesse scientifico e con enormi potenzialità turistiche. Due giorni dopo, assieme al castellanese Vito Matarrese, proseguì l'esplorazione. Con queste esplorazioni furono scoperte le Grotte di Castellana che avrebbero occupato un ruolo fondamentale nel suo destino professionale.
Nel 1943, in piena Seconda guerra mondiale, diventò direttore delle Grotte di Postumia. Fondamentale fu il suo apporto, durante l'occupazione tedesca, per la salvaguardia del Catasto delle Grotte d'Italia e di tutto il materiale scientifico dell'Istituto Italiano di Speleologia. Nel 1945 fu costretto a fuggire con tutta la sua famiglia rifugiandosi a Trivignano Udinese. Nel luglio del 1948 effettuò discese e rilevazioni scientifiche nella grotta di S.Lucia in agro di Monopoli, scoperta e esplorata sommariamente, per la prima volta, da studenti monopolitani a metà degli anni trenta. Nel 1949, venne convocato a Castellana, in Puglia, per assumere la direzione delle grotte da lui scoperte. Vi si dedicò subito con grande entusiasmo svolgendo un'intensa attività di esplorazione, rilevamento, ricerca scientifica e valorizzazione turistica delle cavità. Sotto la sua guida le Grotte di Castellana divennero nell'arco di pochi anni, le grotte italiane più visitate. Già nel 1976, i visitatori raggiunsero la cifra record di ben 396.990 presenze.
Nel 1949 divenne Professore di Geografia Fisica presso la Facoltà di Scienze dell'Università degli studi di Bari. Tuttavia i suoi campi di interesse scientifico furono molteplici: si dedicò infatti, tra l'altro, a studi di paleontologia, archeologia e meteorologia ipogea. Nel 1949, scoprì nella Grotta delle Mura a Monopoli una stazione preistorica risalente al Paleolitico superiore dove rinvenne un ciottolo inciso raffigurante un profilo di bovide. Nel 1950 organizzò a Bari il IV Congresso Nazionale di Speleologia, nel corso del quale i partecipanti visitarono la Grotta Bianca, del complesso di Castellana, che per l'occasione fu illuminata per la prima volta con un impianto elettrico.
Nel 1954 venne stampata la prima edizione della guida alle Grotte di Castellana, che avrebbe poi avuto altre undici edizioni per un totale di oltre 190 000 copie. Nel 1955, Anelli riprese gli scavi nella Grotta della Iena, a Castellana Grotte, rinvenendo numerosi reperti di carattere paleontologico, tra cui un raro scheletro di stambecco. Nello stesso anno, ricostituì la sede tecnica ed organizzativa dell'Istituto Italiano di Speleologia presso le Grotte di Castellana e fece sì che riprendesse la stampata della rivista "Le Grotte d'Italia". Nel 1958, organizzò il 2º Congresso Internazionale di Speleologia, con la partecipazione di oltre 200 studiosi. Nel 1969 raggiunto il limite massimo di età d'insegnamento, venne collocato in pensione dalla Università di Bari. Amareggiato per dover cessare la sua attività d'insegnamento si rese conto che poteva occuparsi maggiormente di speleologia. Franco Anelli morì a Bari il 23 ottobre 1977.

## Attività divulgativa
Anelli ha contribuito con i suoi studi a far conoscere in tutto il mondo Castellana, la cittadina della Murgia barese, e a far convergere verso questo complesso carsico l'interesse scientifico internazionale. Pubblicò infatti gli esiti delle sue ricerche sulle riviste più autorevoli - la sua bibliografia conta ben oltre 220 titoli - corredando spesso i suoi articoli con splendide immagini che suscitarono interesse verso le Grotte.
Per la sua azione, volta allo studio del fenomeno carsico, che non si è limitata alla Puglia, Franco Anelli viene considerato il Padre della speleologia italiana. l nome di Anelli è legato anche a molti elementi naturali, tra i quali un minerale: la francoanellite, un fosfato acido idrato di alluminio e potassio ritrovato all'interno delle Grotte di Castellana.